# Пожари в Австралия (2019 – 2020)
Сезонът на австралийските пожари 2019 – 2020 г. е поредица от пожари, които горят из цяла Австралия, предимно на югоизток.
Пожарният сезон 2019 – 2020 е с извънредна интензивност в сравнение с предишните сезони и унищожава приблизително 16,8 милиона хектара площ (около 42 милиона акра, 168 000 квадратни километра или 65 000 квадратни мили), унищожавайки над 5900 сгради (включително над 2204 жилища) и отнемайки живота на най-малко 28 души към 14 януари 2020 г. Около 1 милиард животни са убити и някои застрашени видове в резултат е възможно да са достигнали до изчезване. Сезонът се разглежда от Селската пожарна служба на щата Нов Южен Уелс като най-лошия в историята. През декември 2019 г. правителството на Нов Южен Уелс обявява извънредно положение, след като рекордно високите температури и продължителната суша засилват пожарите.
Пожарите силно засягат различни региони на Нов Южен Уелс. В източната и североизточната част на щата Виктория големи горски пожари горят в продължение на 4 седмици, преди да излязат от горите в края на декември, да отнемат животи, заплашвайки много градове и изолирайки Корионг и Малакута. За Източен Гипсланд е обявено бедствено положение. Значителни пожари възникват по хълмовете Аделаида и остров Кенгуру в Южна Австралия. Умерено засегнатите райони са югоизточен Куинсланд и райони от югозападната част на Западна Австралия, като няколко области в Тасмания и АСТ са слабо повлияни.
Военни формирования от цяла Австралия биват привлечени на помощ в борбата с пожарите и да отменят местните противопожарни екипи в Нов Южен Уелс. На 11 ноември е съобщено, че пожарната служба на щата Виктория изпраща 300 пожарникари и помощен персонал. До средата на ноември 2019 г. от Западна Австралия са изпратени над 100 пожарникари. Контингенти също са изпратени от Южна Австралия и Австралийската столична територия. На 12 ноември австралийското правителство обявява, че австралийските сили за отбрана ще осигурят въздушна подкрепа за противопожарните усилия, както и ще се подготвят да осигурят работна сила и логистична подкрепа.
Пожарникари от Нова Зеландия, Сингапур, Малайзия, Канада и САЩ, наред с други, също помагат в борбата с пожарите, особено в Нов Южен Уелс.
|  | Тази страница частично или изцяло представлява превод на страницата 2019 – 20 Australian bushfire season в Уикипедия на английски. Оригиналният текст, както и този превод, са защитени от Лиценза „Криейтив Комънс – Признание – Споделяне на споделеното“, а за съдържание, създадено преди юни 2009 година – от Лиценза за свободна документация на ГНУ. Прегледайте историята на редакциите на оригиналната страница, както и на преводната страница, за да видите списъка на съавторите. ВАЖНО: Този шаблон се отнася единствено до авторските права върху съдържанието на статията. Добавянето му не отменя изискването да се посочват конкретни източници на твърденията, които да бъдат благонадеждни. |